# تسوية شنغهاي الدولية
ظهرت تسوية شنغهاي الدولية من اتحاد حصل عام 1863 بين الأماكن المحصورة البريطانية والأمريكية في شنغهاي، حيث يتمتع الرعايا البريطانيون والمواطنون الأمريكيون بحصانة محلية وسلطة قنصلية بموجب شروط المعاهدات غير المتكافئة الموقعة في القرن التاسع عشر مع سلالة تشينغ الحاكمة. أُلغيت هذه المعاهدات في عام 1943 باتفاق مع الكومينتانغ، الذي كان مقره آنذاك في تشونغتشينغ.
أُنشئت التسوية بعد هزيمة جيش تشينغ من قبل البريطانيين في حرب الأفيون الأولى (1839-1842). بموجب شروط معاهدة نانجينغ، افتُتحت معاهدة الموانئ الخمسة بما في ذلك شنغهاي أمام التجار الأجانب، ما أدى إلى قلب الاحتكار تحت سيطرة ميناء كانتون الجنوبي (غوانزو) بموجب نظام كانتون. كما أنشأ البريطانيون قاعدة في هونغ كونغ. وتبع ذلك التدخل الأمريكي والفرنسي عن كثب في أعقاب أنشاء الأماكن المحصورة شمال وجنوب المنطقة البريطانية.
على عكس مستعمرات هونغ كونغ وماكاو، حيث تمتعت المملكة المتحدة والبرتغال بالسيادة الكاملة بشكل أبدي، بقيت الامتيازات الأجنبية في الصين تحت السيادة الصينية. في عام 1854، أنشأت الدول الثلاث شؤون بلدية شنغهاي لخدمة جميع مصالحها، ولكن في عام 1862، أُلغي الامتياز الفرنسي من المعاهدة. في العام التالي اتحدت المستوطنات البريطانية والأمريكية رسميًا لإنشاء تسوية شنغهاي الدولية. مع دخول المزيد من القوى الأجنبية في العلاقات التعاهدية مع الصين، أصبح مواطنوها أيضًا جزءًا من إدارة المستوطنة، لكنها بقيت دائمًا ذات هيمنة بريطانية حتى زيادة تدخل اليابان في أواخر ثلاثينيات القرن العشرين. انعكس الطابع الدولي للمستوطنة في العلم.
وصلت التسوية الدولية إلى نهاية مفاجئة في ديسمبر 1941 عندما اقتحمت القوات اليابانية مباشرة بعد الهجوم على بيرل هاربور. في أوائل عام 1943، وُقعت معاهدات جديدة من قبل حكومة شيانج كاي شيك الجمهورية أنهت رسميًا الامتيازات الخارجية للأميركيين والبريطانيين، على الرغم من أن شروطها كانت موضع جدل حتى استعادة شنغهاي في أعقاب استسلام اليابان في عام 1945. وفي وقت لاحق، تنازل الفرنسيون عن امتيازاتهم في اتفاق منفصل في فبراير عام 1946.

## النظام القانوني
لم يكن للتسوية الدولية نظام قانوني موحد. أصدر المجلس البلدي قوانين وأنظمة للأراضي، وكانت ملزمة لجميع الناس في المستوطنة. بخلاف ذلك، كان المواطنون الخاضعون للسلطات الذين لديهم معاهدات مع الصين تنص على حقوق خارجية يخضعون لقوانين بلدانهم، وكان يتعين تقديم شكاوى مدنية وجنائية ضدهم ليخضعوا لمحاكمهم القنصلية (المحاكم التي يشرف عليها المسؤولين القنصليين) بموجب قوانين بلدانهم.
ارتفع عدد قوى المعاهدة إلى 19 كحد أقصى بحلول عام 1918، لكنه انخفض إلى 14 بحلول ثلاثينيات القرن العشرين: المملكة المتحدة، والولايات المتحدة، واليابان، وفرنسا، وإيطاليا، والنرويج، والسويد، والدنمارك، وهولندا، وإسبانيا، والبرتغال، وبيرو، والمكسيك، وسويسرا. فقدت ألمانيا، والنمسا، والمجر حقوقهما في المعاهدة بعد الحرب العالمية الأولى، وتنازلت روسيا عن حقوقها كمسألة نفعية سياسية. أعلنت الصين أن بلجيكا فقدت حقوقها في عام 1927. علاوة على ذلك، رفضت الحكومة الصينية بشدة منح وضع سلطة المعاهدة لأي من الدول الجديدة التي ولدت في أعقاب الحرب العالمية الأولى، مثل النمسا، والمجر، وبولندا، وتشيكوسلوفاكيا، ويوغوسلافيا، ودول البلطيق، وفنلندا.